# Humanae Salutis (Léon XIII)
Humanae Salutis est la lettre apostolique (1er septembre 1886) du pape Léon XIII par laquelle il établit la hiérarchie catholique en Inde, alors sous domination anglaise.

## Histoire et contenu
Le concordat signé avec le Portugal le  23 juin 1886 mettant fin au conflit de juridiction entre le 'Padroado' et la 'Propaganda Fide' (le ‘schisme goanais’) Léon XIII poursuit la réorganisation des structures ecclésiastiques en Inde, alors sous domination anglaise, en y érigeant la hiérarchie catholique.
La lettre apostolique donne d’abord un bref résumé de l’histoire du christianisme en Inde, de l’arrivée de saint Thomas à l’époque contemporaine, y décrivant les sièges épiscopaux, vicariats et préfectures apostoliques. 
Ensuite : Comme prévu dans le concordat signé avec le Portugal l’archidiocèse de Goa et ses suffragants (Cochin, Daman et Mylapore) sont confirmés – et le titre de ‘patriarche’ est confirmé pour l’archevêque de Goa.
Les dix-huit vicariats et préfectures apostoliques créés depuis le début du XIXe siècle sont érigés en sièges épiscopaux.  De plus : Agra, Bombay, Calcutta, Colombo et Verapoly (en) sont élevés au rang d’archidiocèse métropolitain. Tous doivent faire rapport à la Congrégation de la ‘Propaganda Fide’. Les diocèses du ‘Padroado’, par contre doivent faire rapport à la ‘Congrégation pour les affaires ecclésiastiques extraordinaires’.
Dans les années qui suivent Léon XIII continue à s’intéresser activement au progrès du christianisme en Inde. Il y a la nomination du dynamique Mgr Ladislas Zaleski comme Délégué apostolique en Inde et Ceylan en 1892 suivie de l’encyclique du 24 juin 1893 ‘Ad Orientis extremas oras’. Le pape y invite les évêques de l’Inde à fonder un grand séminaire pour la formation d’un clergé autochtone. Avec l’aide du jésuite Sylvain Grosjean qui en sera le premier recteur, Zaleski s’y emploie immédiatement. Les premières classes du séminaire de Kandy (à Ceylan) s’ouvrent la même année. Dans la même lettre Léon XIII souhaite de plus que des postes missionnaires soient rapidement fondés dans les régions non-chrétiennes du pays.